# Spike Island (ö i Indien)
Spike Island är en ö i Indien.   Den ligger i unionsterritoriet Andamanerna och Nikobarerna, i den sydöstra delen av landet, 2 400 km sydost om huvudstaden New Delhi. Arean är 10,0 kvadratkilometer.
Terrängen på Spike Island är platt. Öns högsta punkt är 108 meter över havet. Den sträcker sig 7,6 kilometer i nord-sydlig riktning, och 2,4 kilometer i öst-västlig riktning.